# کوهستان چانگبای
کوه‌های چانگ‌بای (چینی ساده: 长白山; چینی سنتی: 長白山; به معنای «کوه دراز سفید») یک رشته کوه اصلی در شرق آسیا است که از استان‌های شمال شرقی چین، یعنی هیلونگجیانگ، جیلین و لیائونینگ تا سراسر مرز چین و کره شمالی (۴۱ درجه و ۴۱ دقیقه تا ۴۲ درجه و ۵۱ دقیقه شمالی؛ ۱۲۷ درجه و ۴۳ دقیقه تا ۱۲۸ درجه و ۱۶ دقیقه شرقی) و تا استان‌های چانگگا و چانگگا در کره شمالی کشیده شده است. در زبان منچویی به آن کوه‌های شانگیان و در کره‌ای پائکدو بزرگ نیز گفته می‌شود. بیشتر قله‌های آن بیش از ۲٬۰۰۰ متر (۶٬۶۰۰ فوت) ارتفاع دارد و بلندترین قله آن کوه پائکتو با ۲٬۷۴۴ متر (۹٬۰۰۳ فوت) است که دارای دریاچه بهشت، بلندترین دریاچه دهانه آتشفشانی در جهان در ارتفاع ۲٬۱۸۹٫۱ متر (۷٬۱۸۲ فوت) است. منطقه حفاظت شده پارک جنگلی ملی لونگوانشین در مجاورت رشته کوه واقع شده است.

## نگارخانه

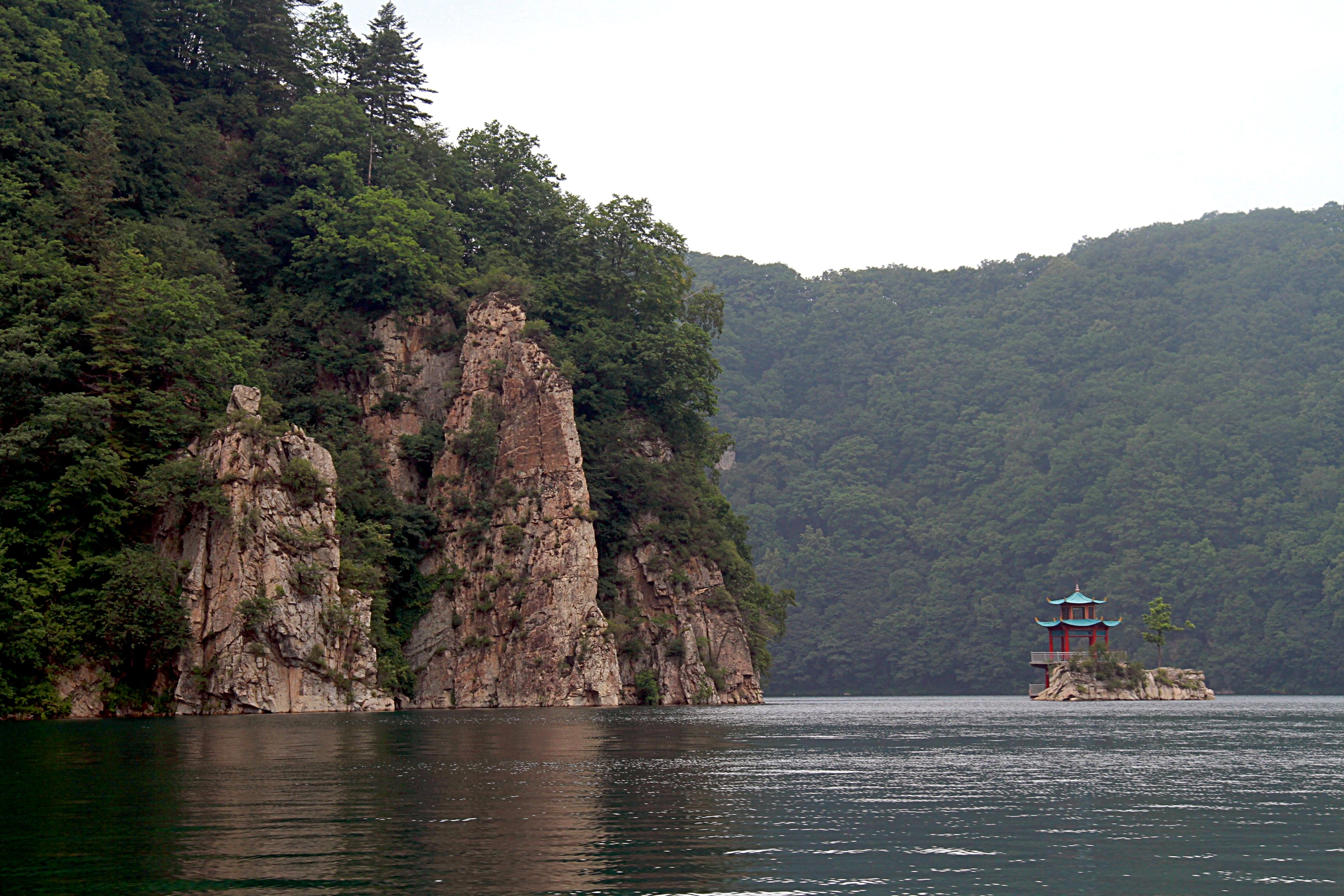
دریاچه دهانه
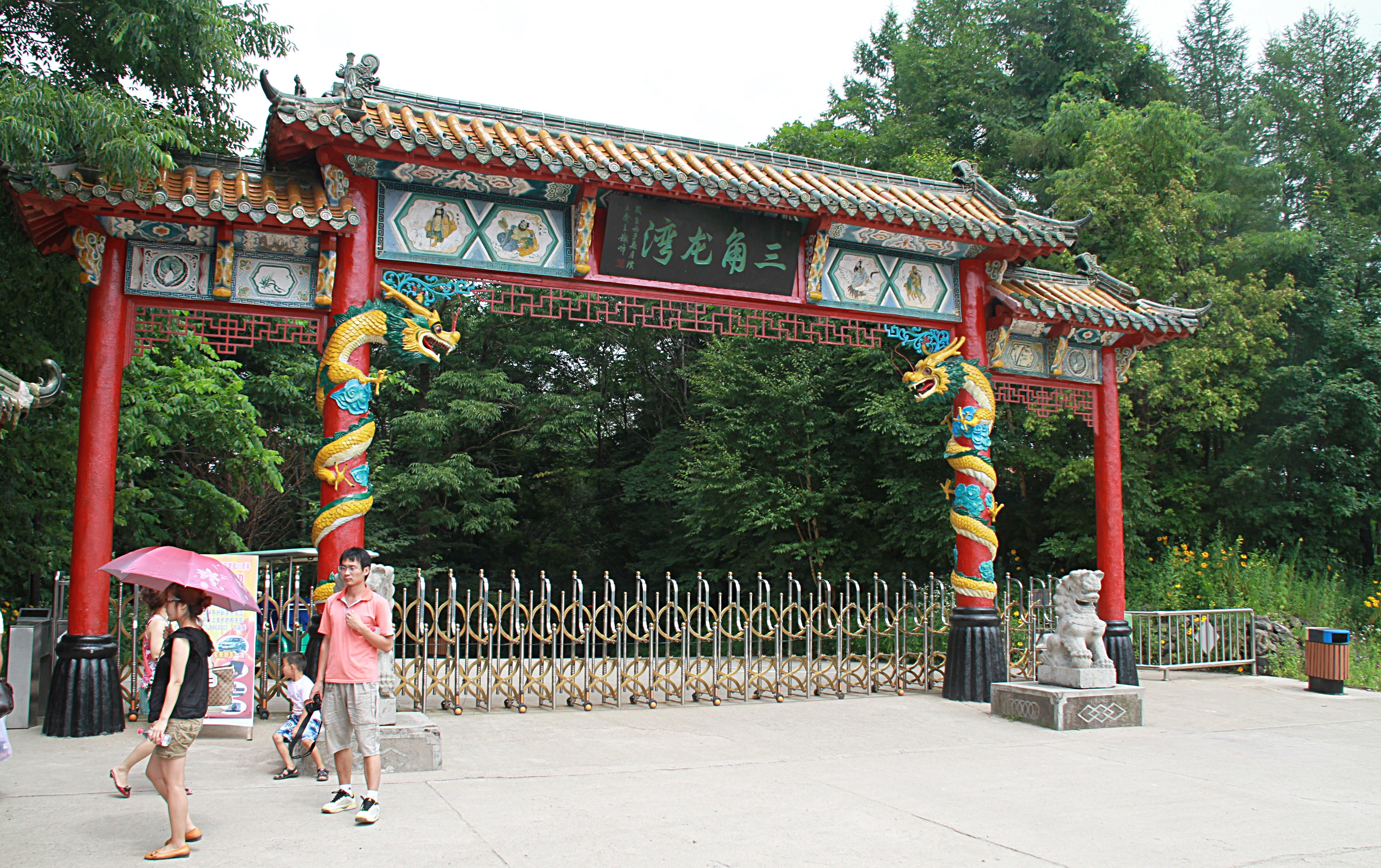
دروازه ورودی پارک جنگلی
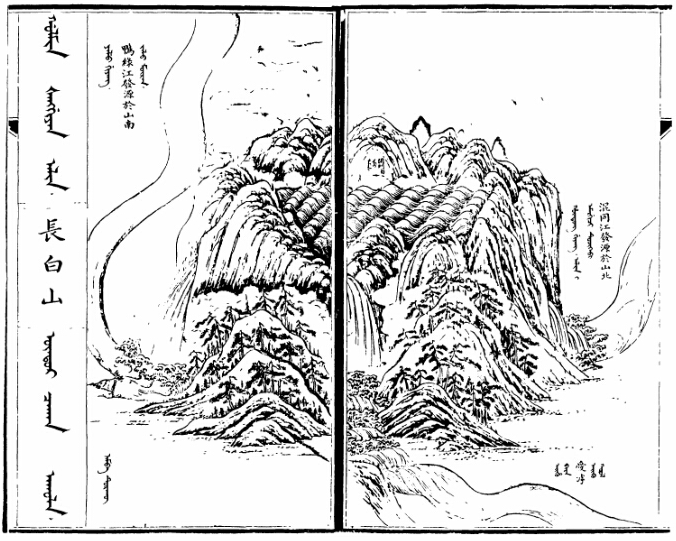
نقاشی از سوابق واقعی مانچو با نام‌های کوه پکتو به زبان‌های مانچویی، چینی و مغولی